# Olivmantelspecht

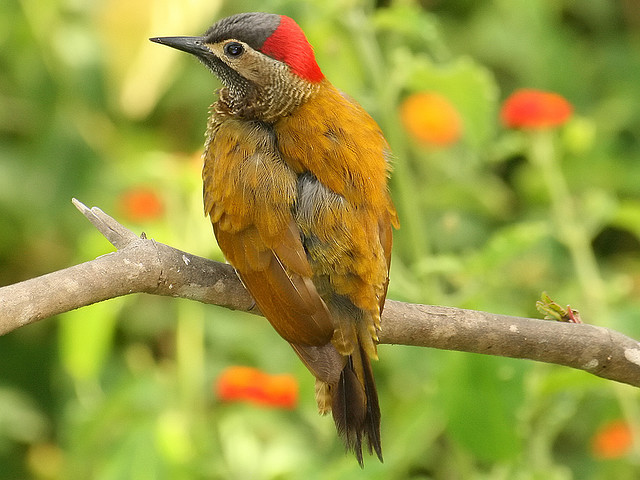
Weibchen des Olivmantelspechtes

Der Olivmantelspecht (Colaptes rubiginosus) ist eine Vogelart aus der Familie der Spechte (Picidae).
Die Art wurde früher in die Gattung Eigentliche Bänderspechte (Piculus) gestellt.

Ausbreitungsgebiet des Olivmantelspechtes

Der Vogel kommt in einem weiten Bereich von Mexiko bis Guyana und Argentinien vor.
Der Lebensraum umfasst eine Vielzahl verschiedener Habitate von nahezu Meereshöhe bis 3100 m Höhe in Kolumbien. Die Art findet sich gerne in mittlerer bis oberer Baumhöhe, auch in Sekundärwald und Gärten.
Die Art ist Standvogel.
Das Artepitheton kommt von lateinisch rubigo ‚Rost‘.

## Merkmale
Der Vogel ist etwa 18–23 cm groß und wiegt etwa 75 g. Das Männchen hat dunkel schiefergrau an Stirn und Scheitel mit schmaler roter Berandung, der Nacken ist rot. Die Zügel sind blass gelblich bis weißlich, ebenso die Augenumrandung und die Ohrdecken vorn, weiter hinten dunkel gebändert. Der breite rote Bartstreif reicht weit nach hinten. Der Nacken ist seitlich bräunlich-gelb bis oliv gebändert. Kinn und Hals sind weiß mit kräftiger schwärzlicher Strichelung. Die Oberseite haben einen leicht bronzefarbenen Schimmer, Rumpf und Oberschwanzdecken sind blasser mit dunkel oliver Bänderung, die dunkel bräunlich-oliven Flugfedern haben grüne Berandung und sind am Schaft gelblich. Der Schwanz ist braun. Die Unterseite ist blass gelblich und durchgehend schwärzlich-olivfarben gebändert, am Dichtesten an der Brust. Die Flügelunterseiten zeigen viel Gelb. Beim Weibchen ist kein Rot am Kopf zu sehen, stattdessen findet sich eine Strichel. Jungvögel sind matter und unregelmäßiger gefärbt.

## Geografische Variation
Es werden insgesamt 19 Unterarten anerkannt:
Diese unterscheiden sich teilweise erheblich in Größe, Gefieder- und Kehlfärbung, Ausmaß der Bänderung der Unterseite und der Rotfärbung am Kopf beim Männchen.

## Stimme
Der Ruf wird als  langsam ansteigender rasselnder Triller beschrieben. Die Art trommelt gelegentlich, meist langsam.

## Lebensweise
Die Nahrung besteht aus Insekten, meist Ameisen und Termiten, seltener aus Früchten und Beeren.
Die Brutzeit liegt zwischen Januar und Mai von Mexiko bis Kolumbien und Trinidad, von Dezember oder Januar bis Juni/Juli in Ecuador und Peru. Die Nisthöhle wird in 1–18 m Höhe in einem Baum- oder Palmenstamm gezimmert. Das Gelege besteht aus 2–4 Eiern, die von beiden Elternvögeln ausgebrütet werden.

## Gefährdungssituation
Die Art gilt als nicht gefährdet (Least Concern).